# Kiyomi Niwata
Kiyomi Niwata (庭田 清美, Niwata Kiyomi), née le 10 décembre 1970 à Ushiku au Japon, est une triathlète professionnelle, triple championne du Japon  (2003, 2005 et 2006) et victorieuse en 2011 du championnat d'Asie.

## Biographie
Kiyomi Niwata est nageuse de compétition jusqu'au collège et decouvre le triathlon alors qu'elle travaille comme monitrice après avoir obtenu son diplôme d'études secondaires. Elle participe à son premier triathlon en 1994.
La japonaise est sélection pour le premier triathlon aux Jeux olympiques d'été de Sydney en 2000. Elle prend la quatorzième place en 2 h 3 min 53 s. Quatre ans plus tard, elle obtient également la 14e place aux Jeux olympiques d'Athènes en 2 h 7 min 42 s Elle réalisr son meilleur résultat aux Jeux olympiques de 2008 à Pékin avec une neuvième place en 2 h 0 min 51 s.

## Palmarès
Le tableau présente les résultats les plus significatifs (podium) obtenus sur le circuit national et international de triathlon depuis 1997,.
| Année | Compétition                                 | Pays       | Position           | Temps           |
| ----- | ------------------------------------------- | ---------- | ------------------ | --------------- |
| 2014  | Ironman 70.3 Cairns                         | Australie  | Médaille d'argent  | 4 h 28 min 48 s |
| 2014  | Coupe d'Asie - étape d'Amakusa              | Japon      | Médaille d'or      | 2 h 2 min 59 s  |
| 2013  | Ironman 70.3 Cairns                         | Australie  | Médaille de bronze | 4 h 40 min 24 s |
| 2013  | Lavaman Keauhou Triathlon - Kona, Hawaii    | États-Unis | Médaille d'or      | 2 h 11 min 50 s |
| 2011  | Championnat d'Asie                          | Taïwan     | Médaille d'or      | 2 h 11 min 48 s |
| 2011  | Coupe du monde étape d'Ishigaki             | Japon      | Médaille de bronze | 2 h 2 min 34 s  |
| 2011  | Coupe d'Asie - étape de Weihai              | Chine      | Médaille d'or      | 2 h 16 min 44 s |
| 2011  | Série ITU longue distance - étape de Weihai | Chine      | Médaille d'or      | 4 h 59 min 42 s |
| 2010  | Coupe du monde étape d'Ishigaki             | Japon      | Médaille d'or      | 2 h 7 min 21 s  |
| 2009  | Coupe du monde étape d'Ishigaki             | Japon      | Médaille de bronze | 2 h 3 min 54 s  |
| 2009  | Championnats d'Océanie (invitée)            | Australie  | Médaille d'or      | 2 h 0 min 45 s  |
| 2008  | Championnat d'Asie                          | Chine      | Médaille d'argent  | 2 h 4 min 26 s  |
| 2008  | Coupe d'Asie - étape de Hong Kong           | Hong Kong  | Médaille d'or      | 2 h 11 min 52 s |
| 2008  | Championnat du Japon                        | Japon      | Médaille d'argent  | Timing          |
| 2006  | Championnat du Japon                        | Japon      | Médaille d'or      | Timing          |
| 2005  | Coupe du monde étape d'Ishigaki             | Japon      | Médaille d'argent  | 2 h 0 min 59 s  |
| 2005  | Coupe du monde étape de Corner Brook        | Canada     | Médaille d'argent  | 2 h 9 min 48 s  |
| 2005  | Coupe d'Asie - étape de Tokyo               | Japon      | Médaille d'or      | 2 h 0 min 1 s   |
| 2005  | Championnat du Japon                        | Japon      | Médaille d'or      | Timing          |
| 2004  | Coupe du monde étape d'Ishigaki             | Japon      | Médaille de bronze | 2 h 1 min 16 s  |
| 2004  | Championnat du Japon                        | Japon      | Médaille d'argent  | Timing          |
| 2003  | Championnat du Japon                        | Japon      | Médaille d'or      | Timing          |
| 2003  | Coupe d'Asie - étape de Tokyo               | Japon      | Médaille d'or      | 2 h 0 min 27 s  |
| 2002  | Coupe d'Asie - étape de Sabah               | Malaisie   | Médaille d'or      | 2 h 2 min 51 s  |
| 2002  | Coupe d'Asie - étape d'Amakusa              | Japon      | Médaille d'or      | 2 h 6 min 3 s   |
| 2002  | Championnat du Japon                        | Japon      | Médaille d'argent  | Timing          |
| 2001  | Championnat du Japon                        | Japon      | Médaille d'argent  | Timing          |
| 1997  | Coupe du monde étape de Gamagori            | Japon      | Médaille d'argent  | 2 h 4 min 7 s   |